# ブルーム・ストリート (マンハッタン)
ブルーム・ストリート（英語：Broome Street）は、ロウアー・マンハッタンを東西に走る通りである。この通りは、西のハドソン・ストリート (en) から東のルイス・ストリートまで、ほぼマンハッタン島を横切るように走るが、ところどころ公園や建物によって分断されている。
通りの名は、初期市会議員および1804年のニューヨーク州副知事であったジョン・ブルームにちなんで名付けられている。通りに沿ったグンター・ビル(en) を含む建築物は、鋳鉄を使った特殊な造りで、設計したグリフィス・トーマス(en) の影響を受けている。
20世紀半ば、ブルーム・ストリートの北側の建物を取り壊し、10車線に拡張したロウアー・マンハッタン高速道路(en)に作り替える計画が提案されたことがあった。